# Акт об измене
Акт об изме́не (Treasons Act 1534) — закон, принятый английским парламентом в 1534 году, содержавший меры государственного принуждения для соблюдения принятого ранее Акта о супрематии.
Акт об измене обвинял в государственной измене любого человека, который «злонамеренно устно или письменно измышлял, изобретал … или предпринимал что-либо против телесного здравия короля, королевы или наследницы, или наносил ущерб их достоинству, титулу …, или подло и злонамеренно публиковал или произносил, письменно или устно, что король является еретиком, схизматиком, тираном, неверным или узурпатором…».
Поскольку все клирики, представители гражданской власти, преподаватели и учителя были обязаны письменно подтвердить своё согласие с Актом о супрематии и новым порядком престолонаследия (наследниками определялись потомки Генриха VIII и Анны Болейн), отказ от соответствующей присяги рассматривался как государственная измена в силу Акта об измене. Епископ Рочестера Джон Фишер и бывший лорд-канцлер Томас Мор были осуждены и казнены в соответствии с этим Актом.